# Chromodoris magnifica
Chromodoris magnifica es una especie de molusco nudibranquio de la familia Chromodorididae.

## Morfología
Carecen de órgano de la vista, que sustituyen para investigar el medio por dos tentáculos situados en la cabeza, llamados rinoforos, y otros dos tentáculos, situados cerca de la boca, que les sirven para oler, detectar estímulos químicos y tocar. En la parte posterior del dorso, tiene unos apéndices de apariencia plumosa que son las branquias que utiliza para respirar. 
Todos estos apéndices son de color rojo-naranja, destacando sobre el manto dorsal en color negro y atravesado longitudinalmente por bandas azul celeste. Bordeándolo, una franja en tono amarillo-naranja, flanqueada por una fina línea blanca a cada lado, caracterizan a la especie. Muy similar en apariencia a Chromodoris quadricolor. Sus vívidos colores, como en otras especies animales, son un aviso al resto de habitantes del arrecife sobre la toxicidad de su dermis, convirtiéndose en una estrategia de defensa.
Alcanza los 9 cm de longitud.

## Alimentación
Es carnívoro y come principalmente esponjas, también come otras especies de nudibranquios.

## Reproducción
Como todos los opistobránquios, son hermafroditas y producen tanto huevos como esperma. El conducto genital y la prominente abertura genital están situados cerca de la cabeza, en el lado derecho del cuerpo. Tras la fertilización producen larvas planctónicas, que cuentan con una concha para protegerse durante la fase larval, y que, al evolucionar a la forma definitiva la pierden.

## Hábitat y distribución
Se distribuye en el Indo-Pacífico, desde el Golfo de Adén hasta Papúa Nueva Guinea y norte de Australia, y al norte en Filipinas y Japón.
Asociados a arrecifes, viven en muros exteriores y laderas.

## Galería

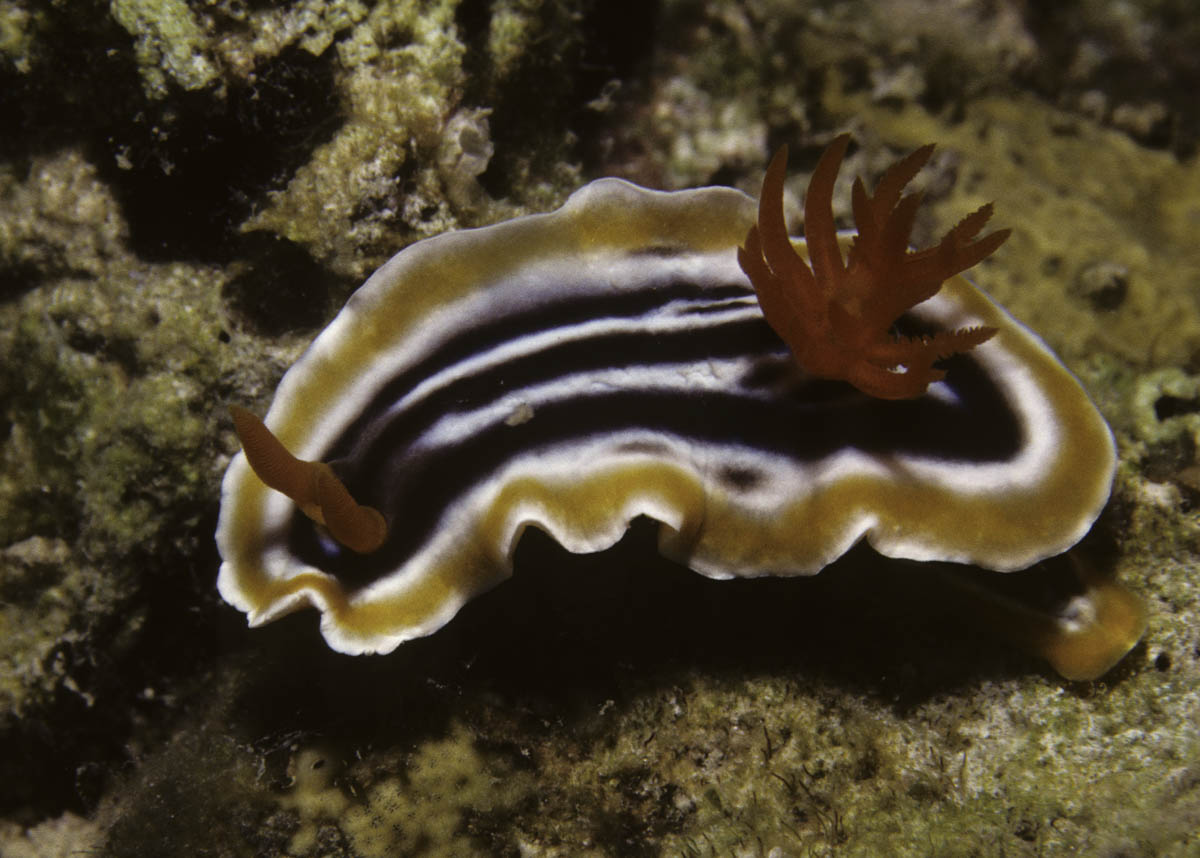
C. magnifica en isla Mactan, Filipinas
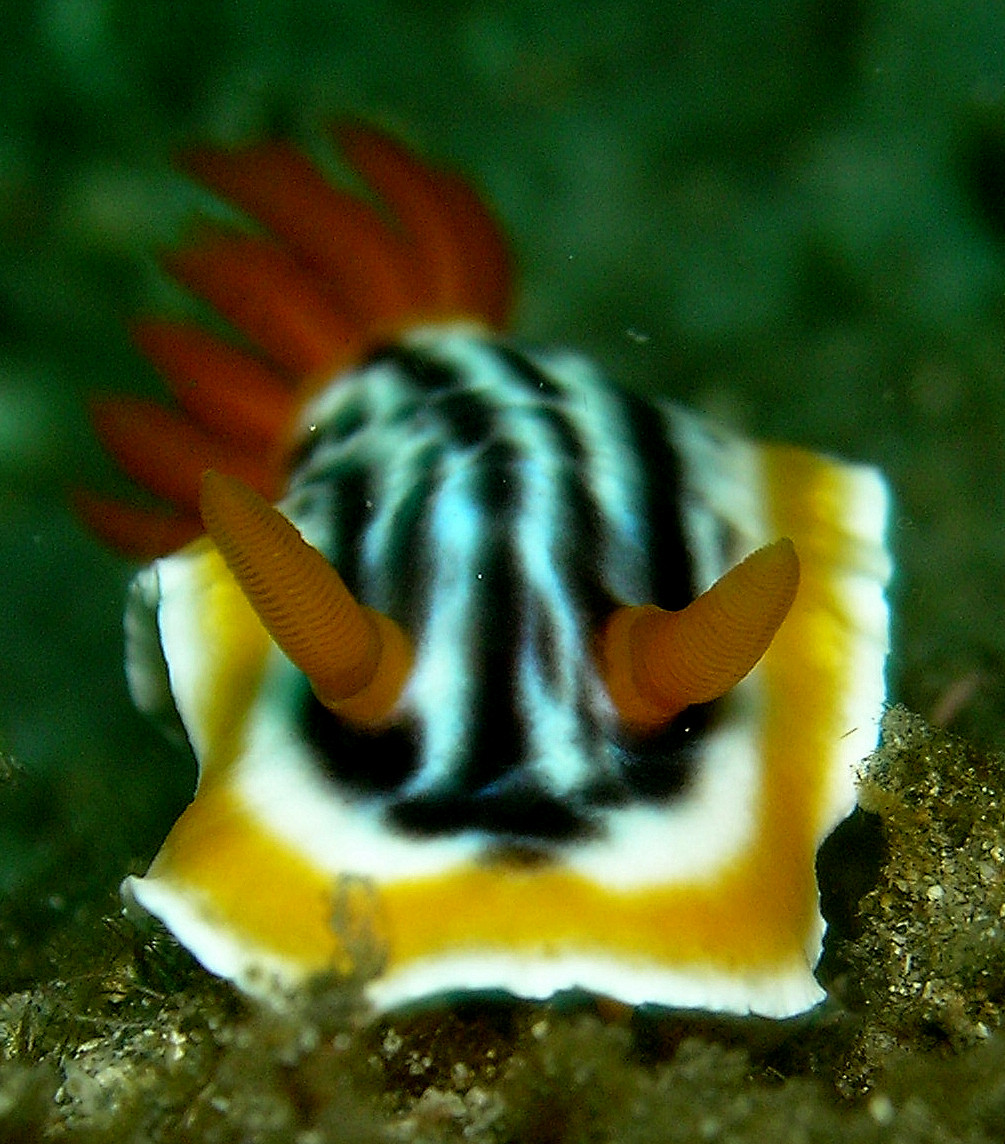
C. magnifica, vista de rinóforos. Bitung, Indonesia
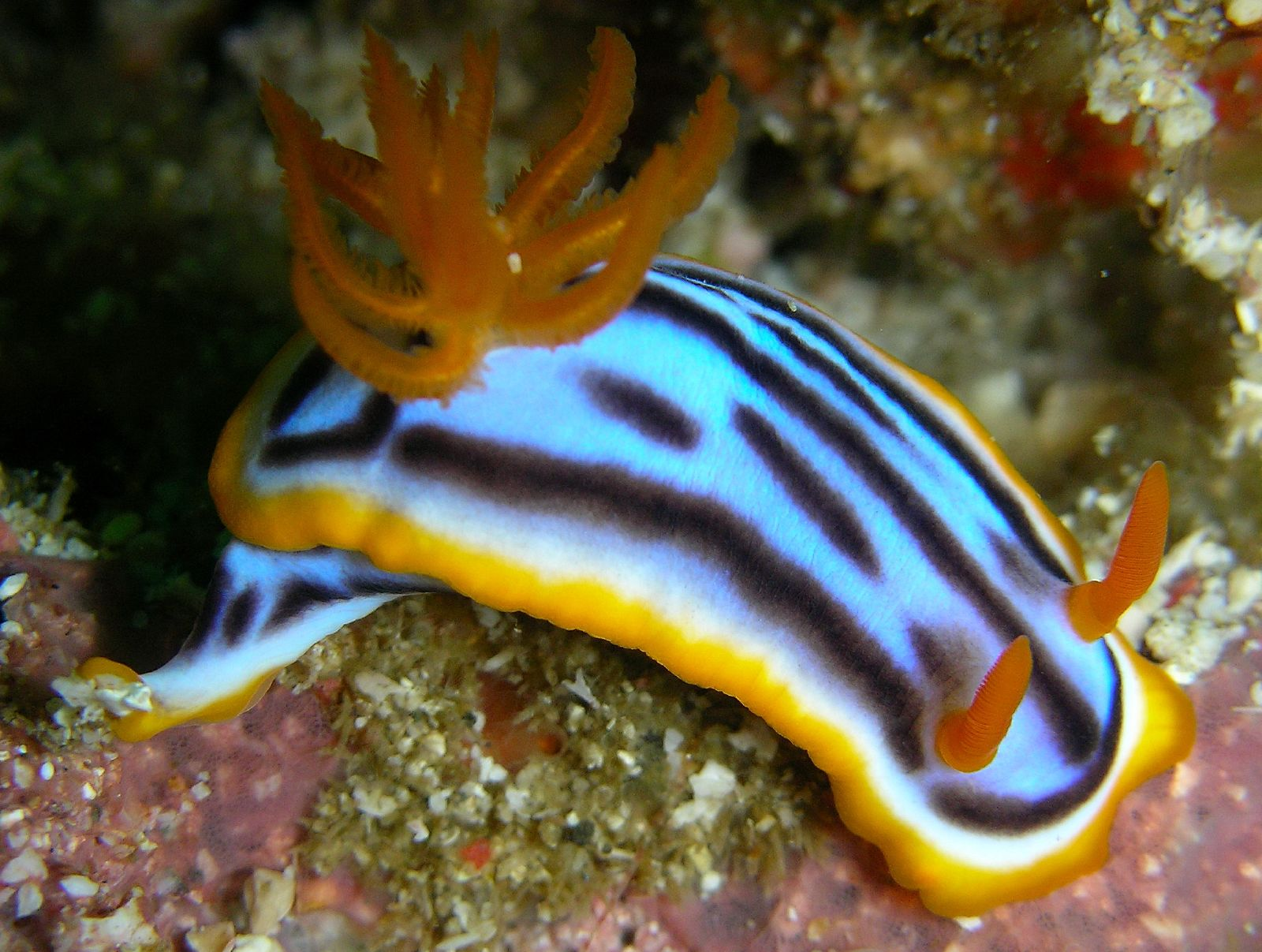
Chromodoris magnifica
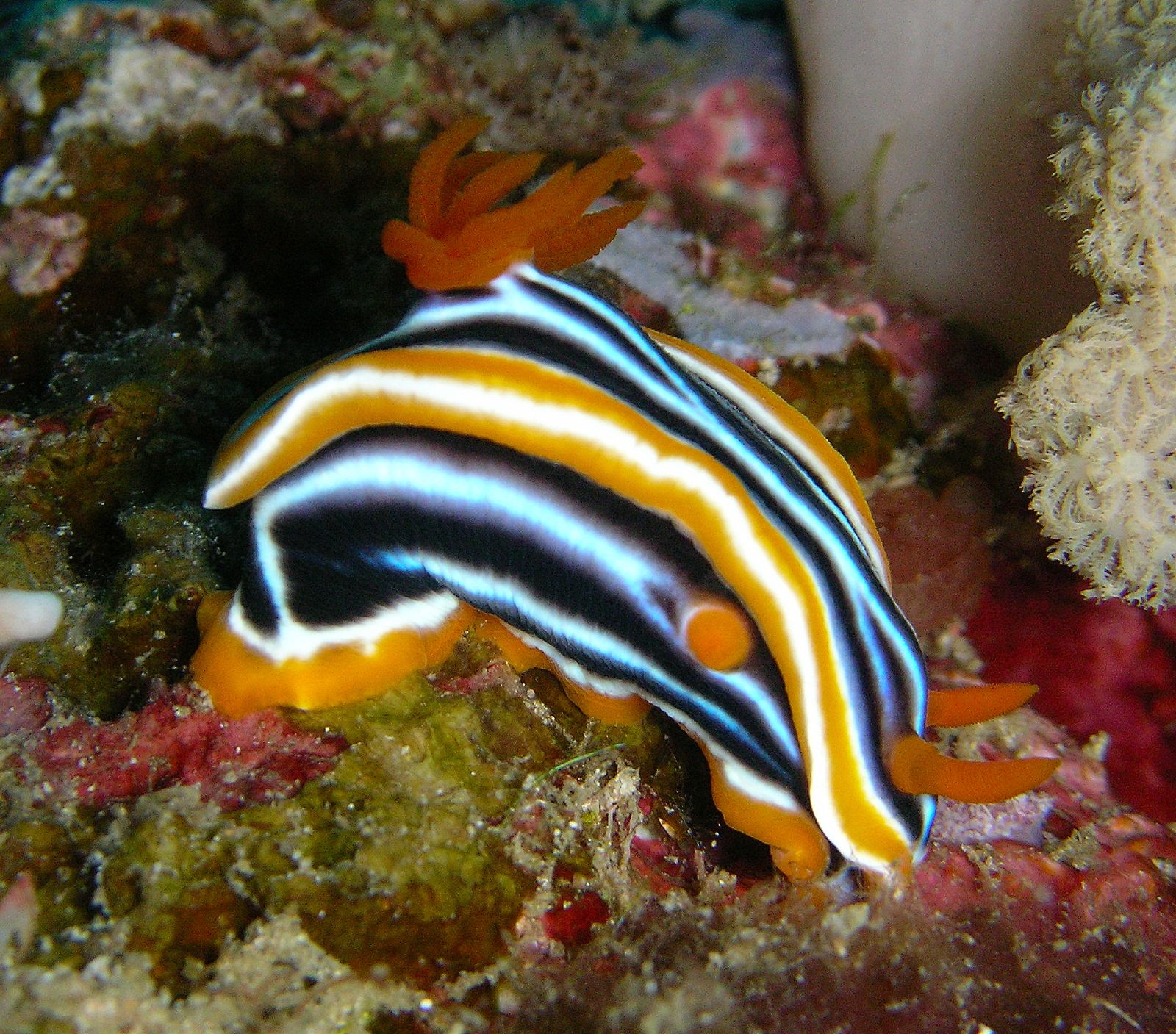
C. magnifica mostrando órgano genital en el lateral
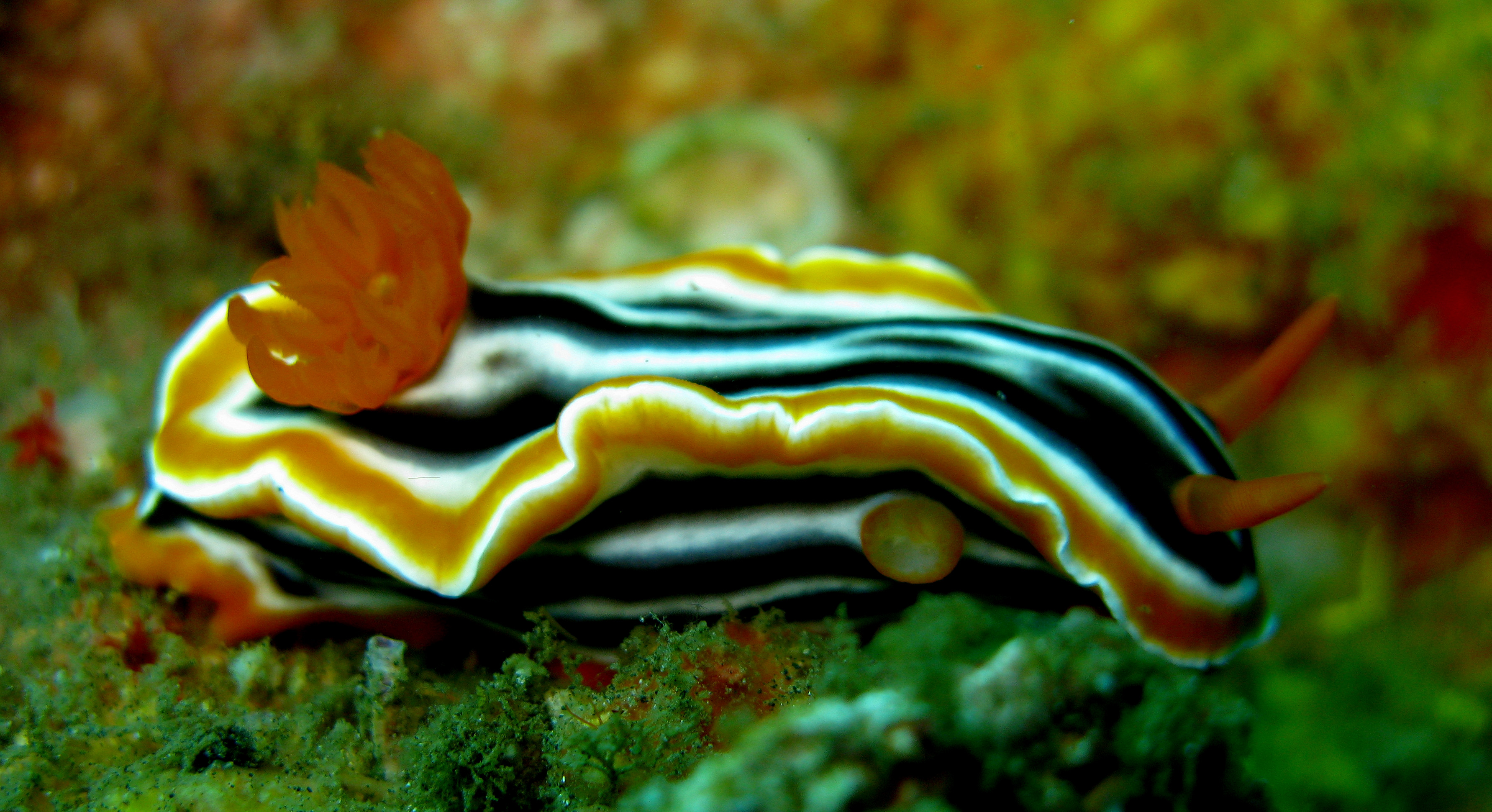
En Lembeh, Indonesia
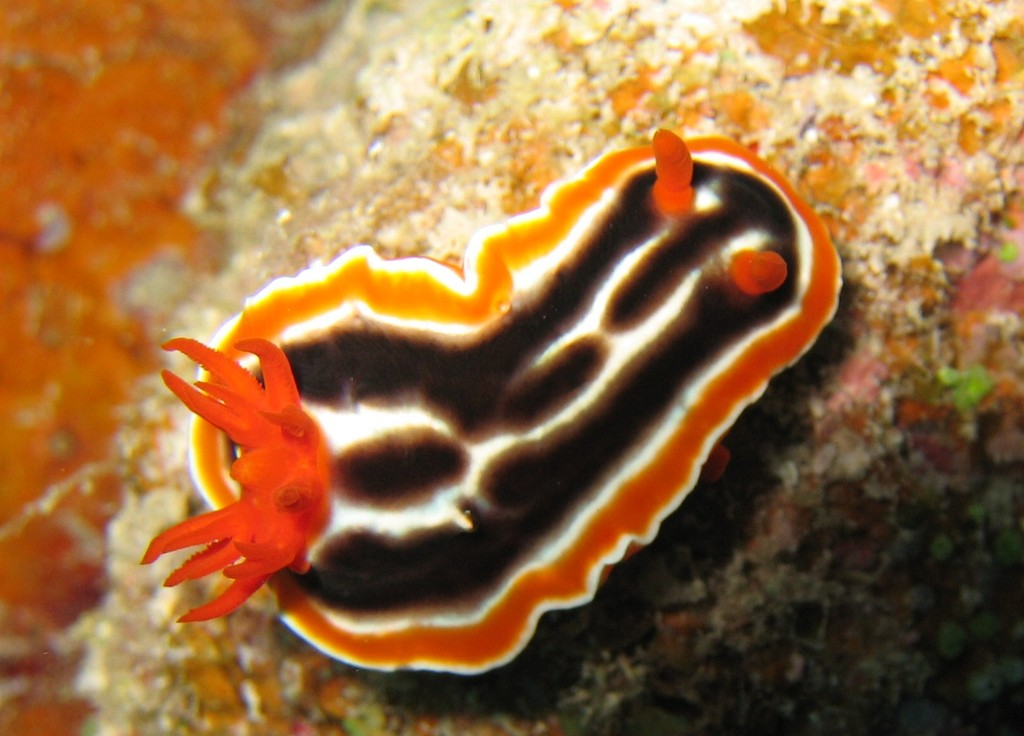
En la Gran Barrera de Arrecifes australiana
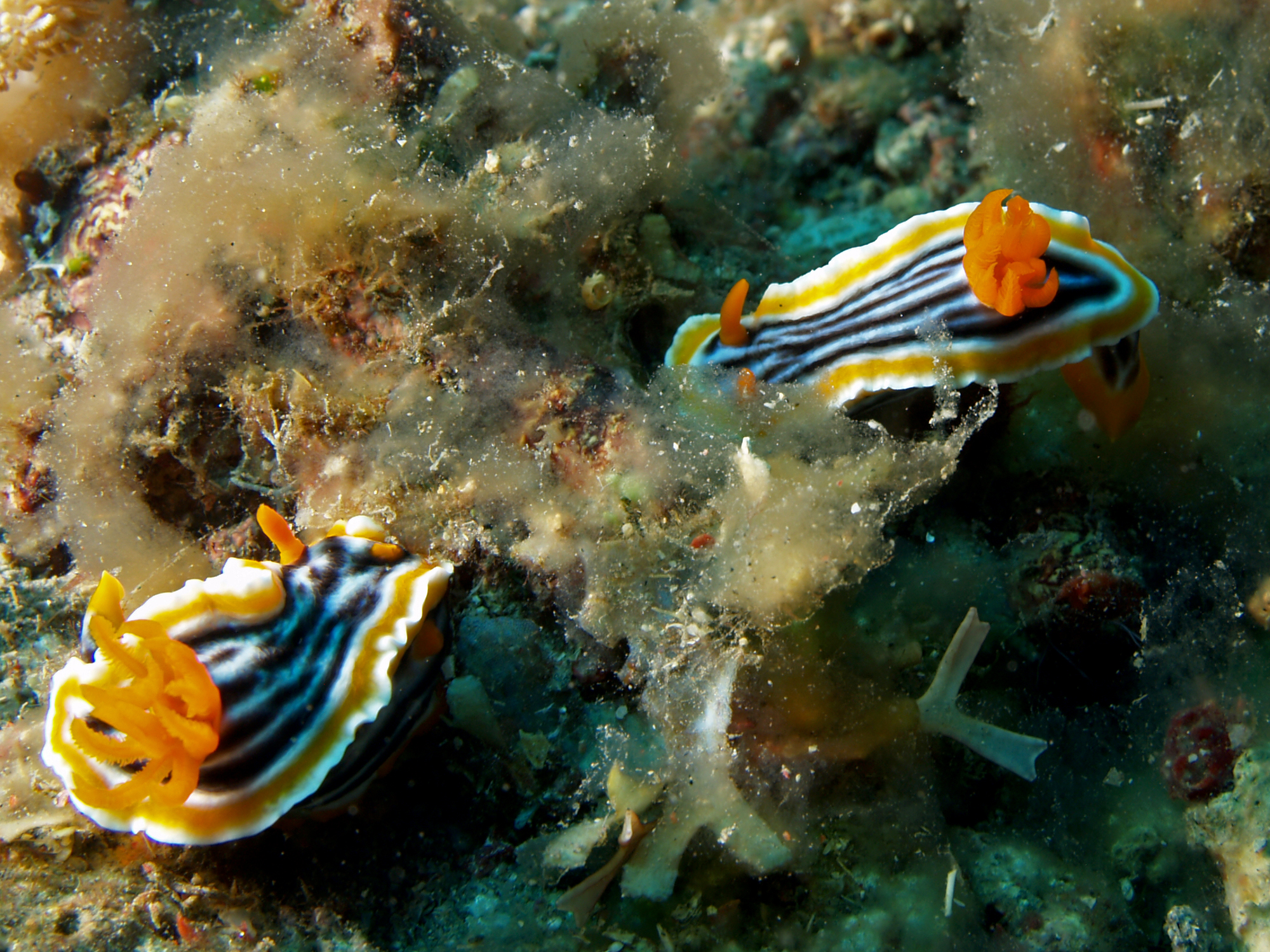
Pareja de C. magnifica en Timor Este